# Ci vediamo domani
Ci vediamo domani è un film del 2013 diretto da Andrea Zaccariello e interpretato da Enrico Brignano.

## Trama
Marcello Santilli è un cuoco romano alla ricerca dell'occasione della sua vita. Tutti i tentativi per avere successo nel lavoro e arricchirsi si sono rivelati dei fallimenti ed è ormai ridotto sul lastrico. La moglie, che è stufa di fargli da madre, e la figlia non lo stimano e soprattutto non hanno fiducia nelle sue capacità di concludere qualcosa di buono nella vita. Ma lui non si scoraggia: pensa di avere trovato l'occasione per riuscire finalmente ad affermarsi. Ha scoperto Petrafrisca, un piccolo paese sperduto nel Sud Italia, dove la popolazione è composta in prevalenza da ultranovantenni, in cui non esiste un'agenzia di pompe funebri. Immagina che, data l’età media degli abitanti, i potenziali "clienti" non mancheranno. Si lancia quindi in questa nuova attività e apre l'agenzia.
Purtroppo per lui, gli abitanti del paese, nonostante l'età, godono tutti di ottima salute e non hanno nessuna intenzione di diventare suoi "clienti".

## Produzione
Parte del film è stato girato a Roma, mentre le scene ambientate a Pietafrisca sono state girate a Crispiano, Cisternino, Craco e Martina Franca.